# Actiones aediliciae
Actiones aediliciae – w prawie rzymskim grupa powództw przyznawanych przez edylów kurulnych (aediles curules) w sporach wynikających z transakcji targowych.
Powództwa te cechowały się krótkim okresem przedawnienia (nawet 6 miesięcy).
Spośród actiones aediliciae najbardziej znanymi są actio redhibitoria oraz actio quanti minoris.